# Миропілля (Куп'янський район)
Миропі́лля (МФА: [mɪroˈpʲiʎːɐ] ( прослухати)) —  село в Україні, у Шевченківській селищній громаді Куп’янського району Харківської області. Населення становить 130 осіб. До 2020 орган місцевого самоврядування — Безмятежненська сільська рада.

## Географія
Село Миропілля знаходиться на правому березі річки Волоська Балаклійка, вище за течією примикає село Полтава, нижче за течією на відстані 5 км розташоване село Бригадирівка, на протилежному березі - села Старий Чизвик і Новий Чизвик (приєднане до села Миропілля).

## Історія
- 1810 — дата заснування.
- 7 (20) листопада 1917 року, відповідно до.Третього Універсалу Української Центральної Ради, увійшло до складу Української Народної Республіки[1].
- 12 червня 2020 року, відповідно до Розпорядження Кабінету Міністрів України № 725-р «Про визначення адміністративних центрів та затвердження територій територіальних громад Харківської області», увійшло до складу Шевченківської селищної територіальної громади[2].
- 19 липня 2020 року, в результаті адміністративно-територіальної реформи та ліквідації Шевченківського району, село увійшло до складу новоутвореного Куп'янського району Харківської області[3].

## Об'єкти соціальної сфери
- Клуб.